# Красна Звєзда (Воскресенський район)
Красна Звєзда (рос. Красная Звезда) — селище в Воскресенському районі Нижньогородської області Російської Федерації.
Населення становить 1 особу. Входить до складу муніципального утворення Єгоровська сільрада.

## Історія
Від 2009 року входить до складу муніципального утворення Єгоровська сільрада.

## Населення
| 1999 | 2002 | 2010 |
| ---- | ---- | ---- |
| 5    | ↘4   | ↘1   |